# نیل اسکوپسکی
نیل اسکوپسکی (انگلیسی: Neal Skupski؛ زادهٔ ۱ دسامبر ۱۹۸۹) یک تنیس‌باز اهل بریتانیا است که در بخش دونفره تخصص دارد او موفق شد که در بازی دونفره برای مدتی به رتبه اول جهان برسد.